# Boris Rieloff
Boris Alexis Rieloff Venegas (Santiago del Cile, 8 gennaio 1984) è un calciatore cileno, difensore del Deportes Melipilla in prestito dal Colo-Colo.

## Caratteristiche tecniche
È un terzino destro che può giocare anche sulla linea dei centrocampisti.